# Músculo occipitofrontal
O músculo occipitofrontal é um músculo do subcutâneo do crânio que possui dois ventres: um occipital e outro frontal;